# 할미꽃
할미꽃은 미나리아재비과에 속하는 쌍떡잎 식물로 여러해살이 풀이다. 제주도를 제외한 한반도 전역 산지에 분포한다. (제주에도 자생하고 있다.)

## 생태
높이는 30~40cm 정도이다. 곧게 들어간 굵은 뿌리 머리에서 잎이 무더기로 나와서 비스듬히 퍼진다. 잎은 잎자루가 길고 5개의 작은 잎으로 된 우상복엽이다. 작은 잎은 길이 3-4cm이며 3개로 깊게 갈라지고 꼭대기의 갈래 조각은 너비 6-8mm로 끝이 둔하다. 전체에 흰 털이 밀생하여 흰빛이 돌지만 표면은 짙은 녹색이다. 꽃은 4-5월에 피고 꽃줄기 끝에서 밑을 향하여 달리며 적자색이다. 꽃줄기는 길이 30-40cm이고 작은 포는 꽃대 밑에 달려서 3-4개로 갈라지고 꽃줄기와 더불어 흰 털이 밀생한다. 꽃덮이 조각은 6개이고 긴 타원형이며 겉에 털이 있으나 안쪽에는 없다. 열매는 6-7월에 여는데 수과로 긴 난형이며 끝에 4cm 내외의 암술대가 남아 있다. 흰털로 덮인 열매의 덩어리가 할머니의 하얀 머리카락같이 보이기 때문에 할미꽃이라고 하며 백두옹이라고도 한다.

## 쓰임새
한방에서 뿌리를 해열·수렴·소염·살균 및 이질 등의 지사제로 사용하고 민간에서는 학질과 신경통에 쓴다.

## 재배 및 관리
햇빛이 잘 드는 척박하고 건조한 토양에서 잘 자라지만, 관상용으로 키울 때는 거름을 주면 꽃이 크고 수도 많아진다.

## 사진

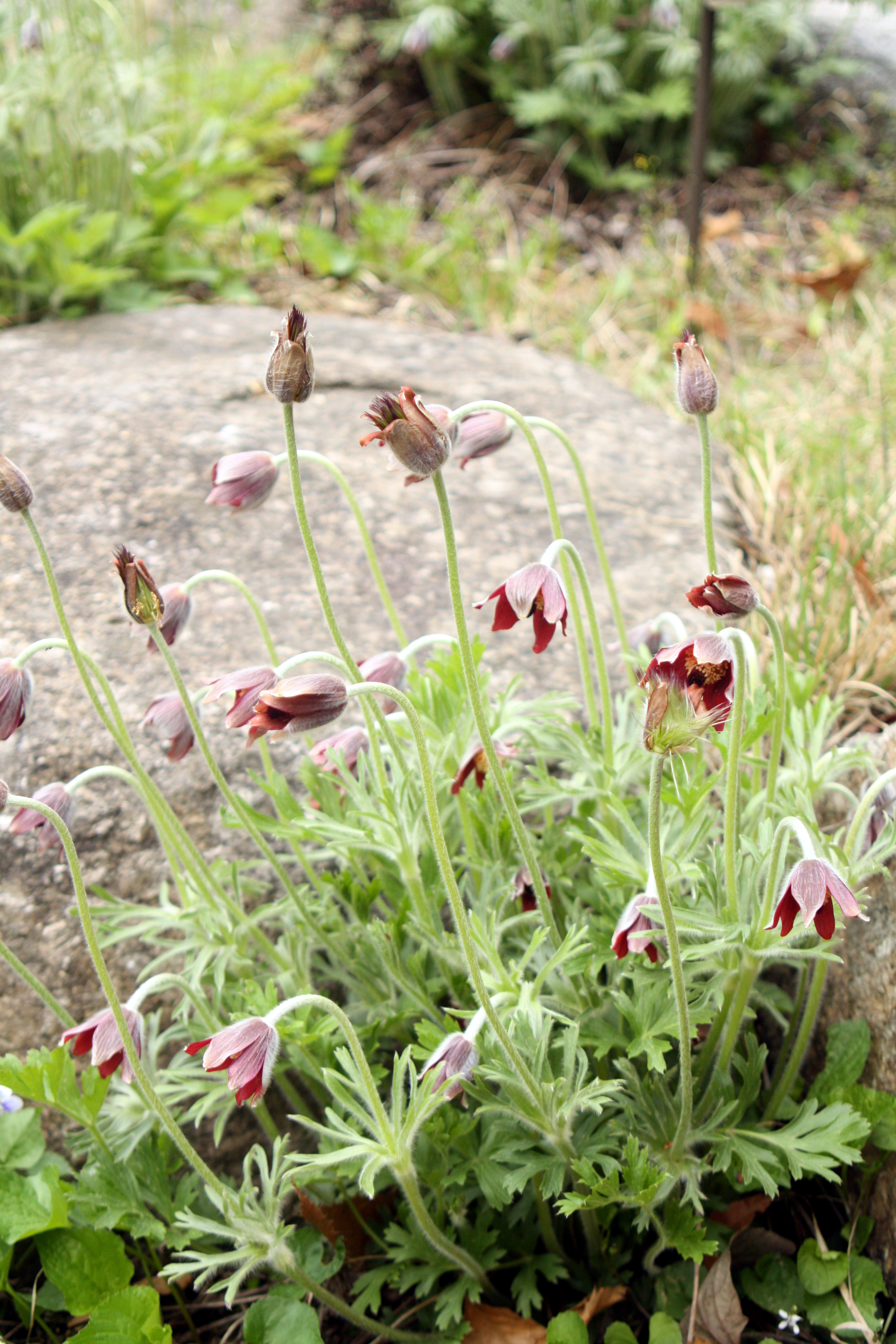
꽃
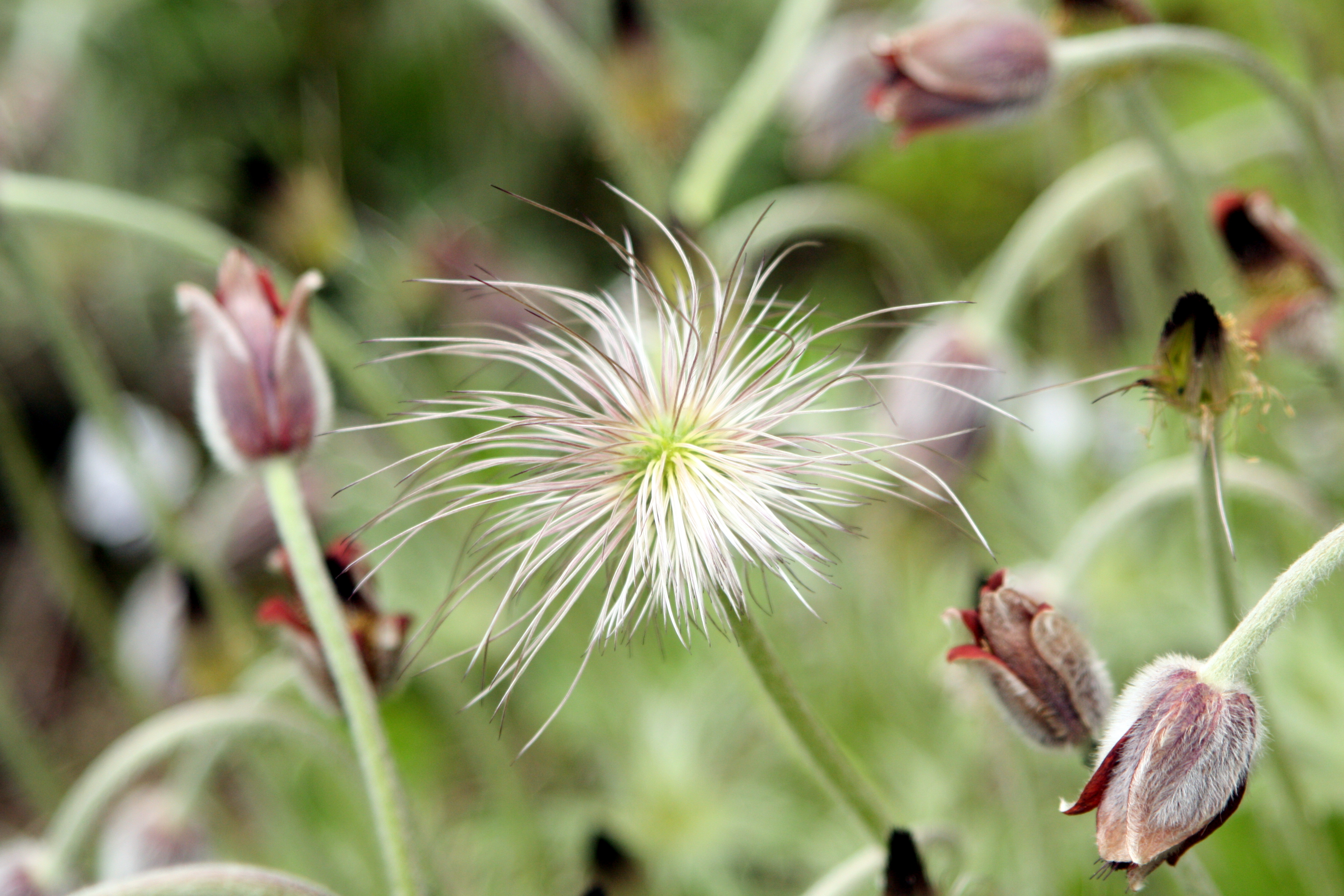
열매
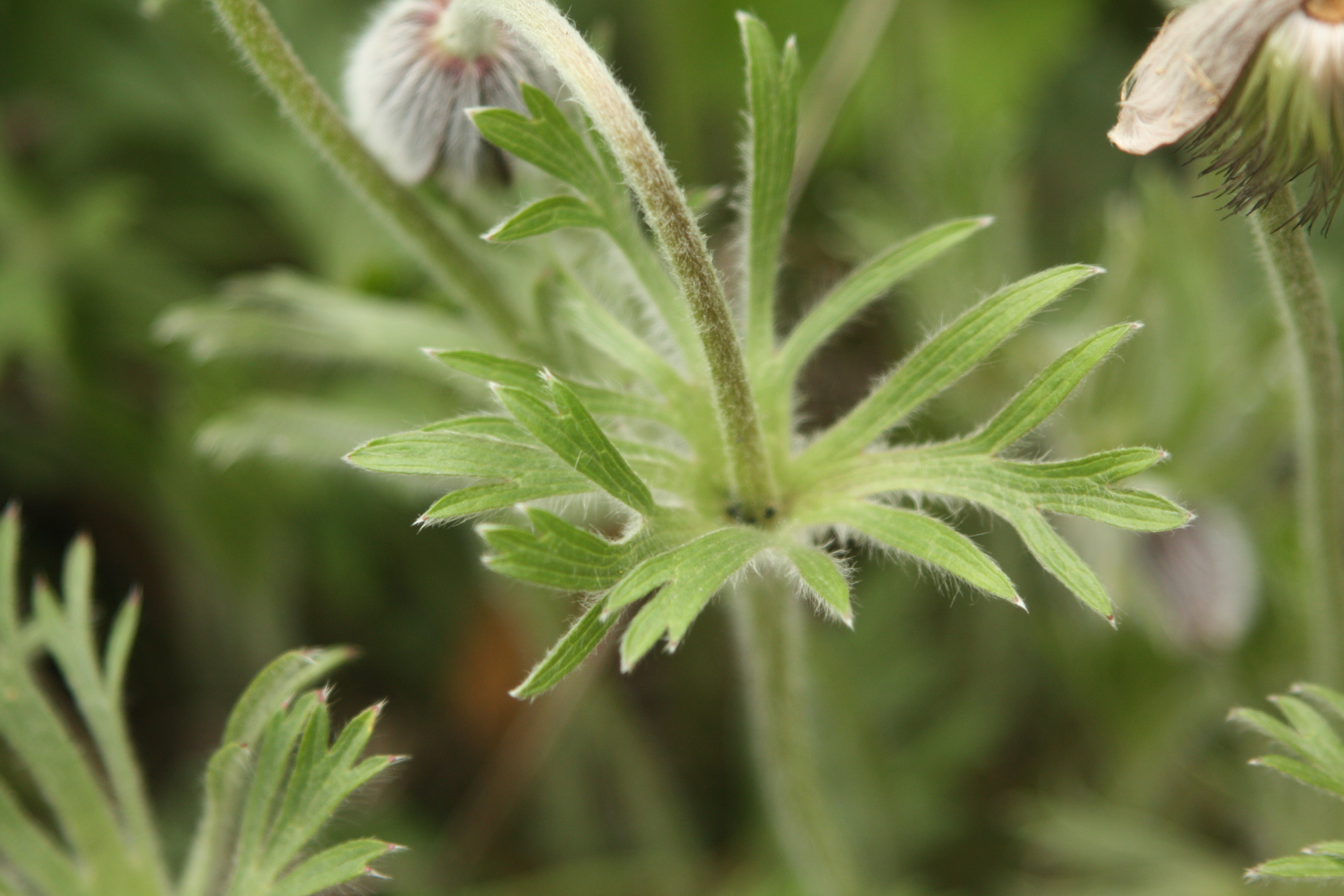
잎줄기. 흰 털이 많이 난다.
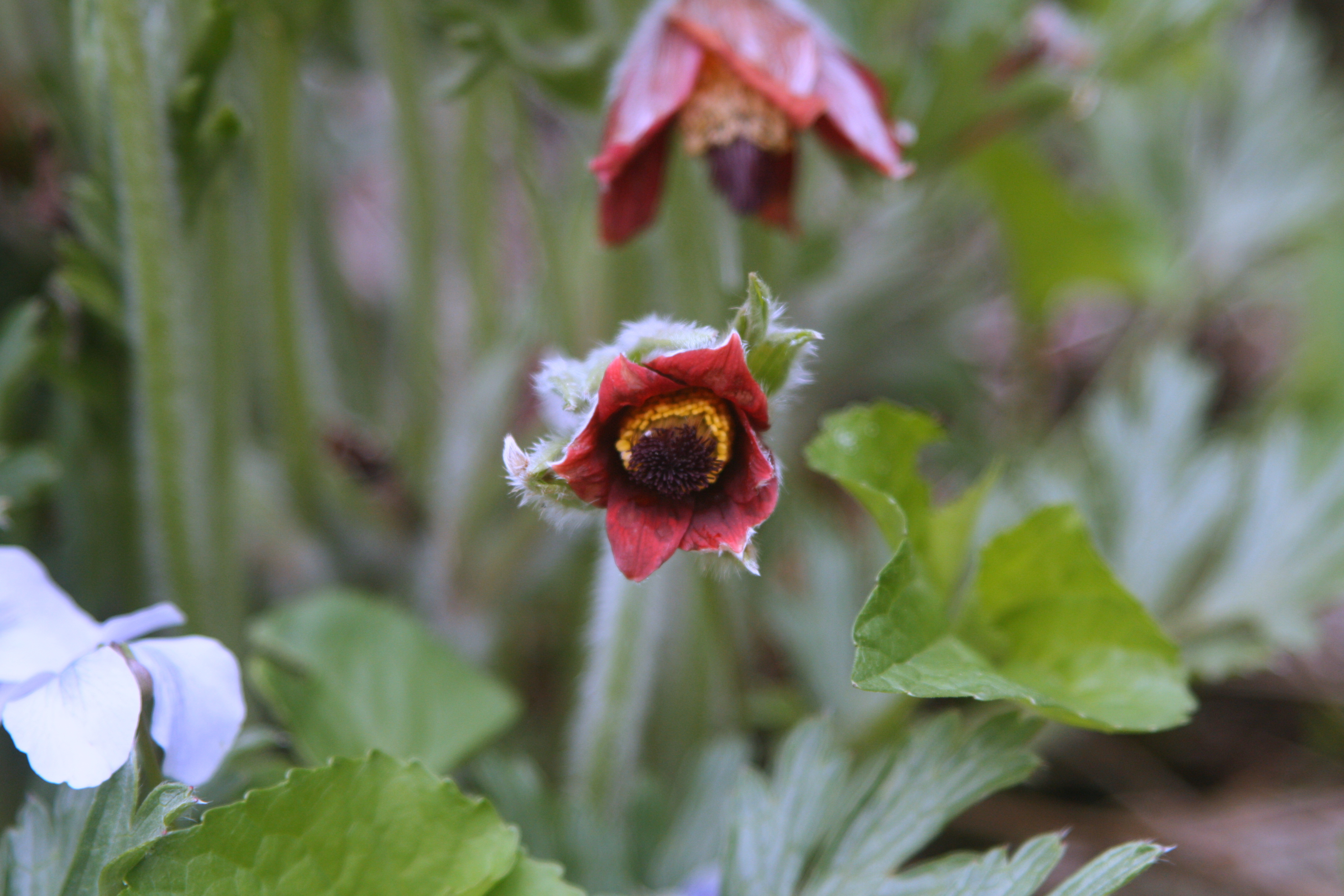
꽃
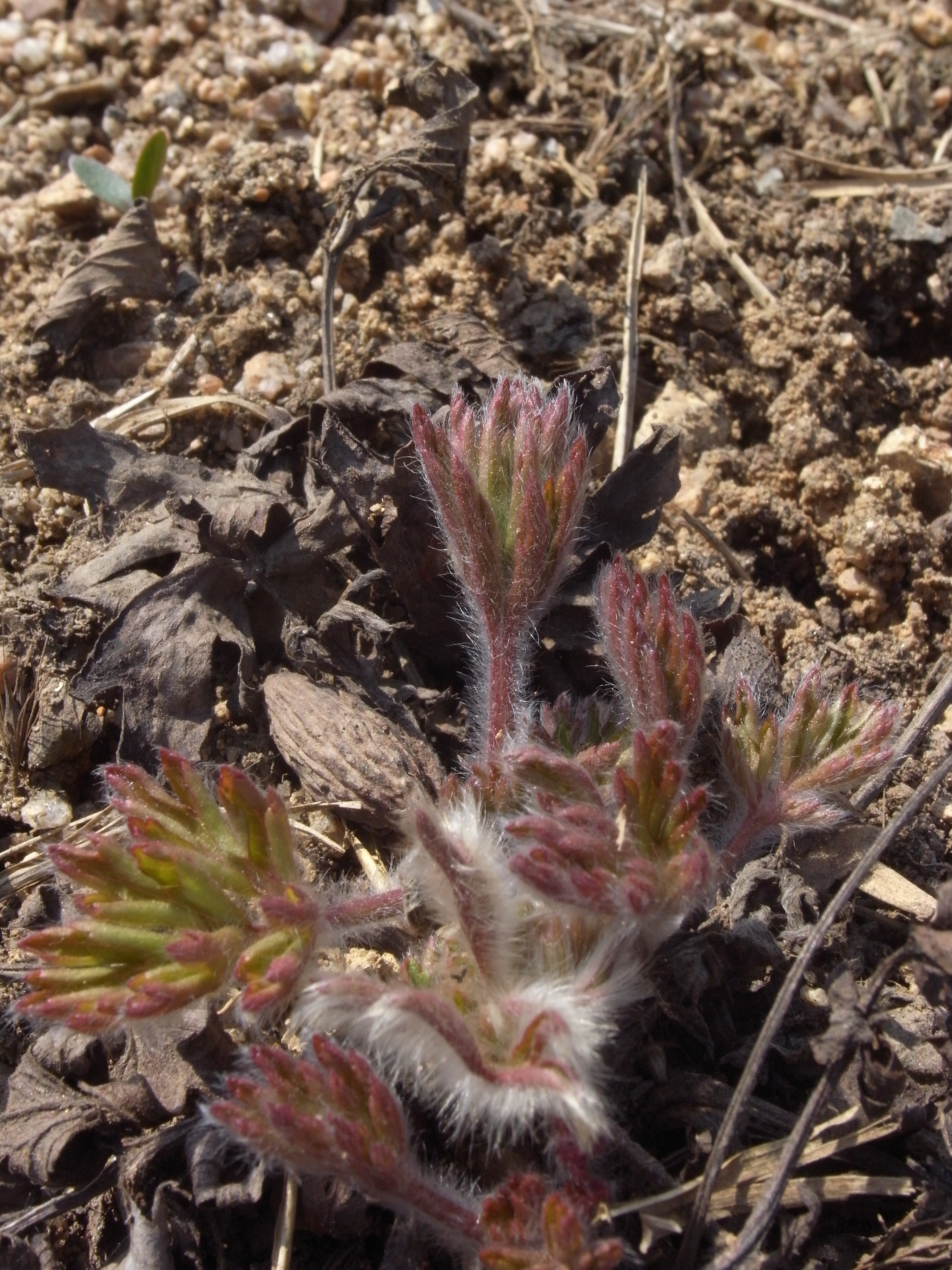
새순
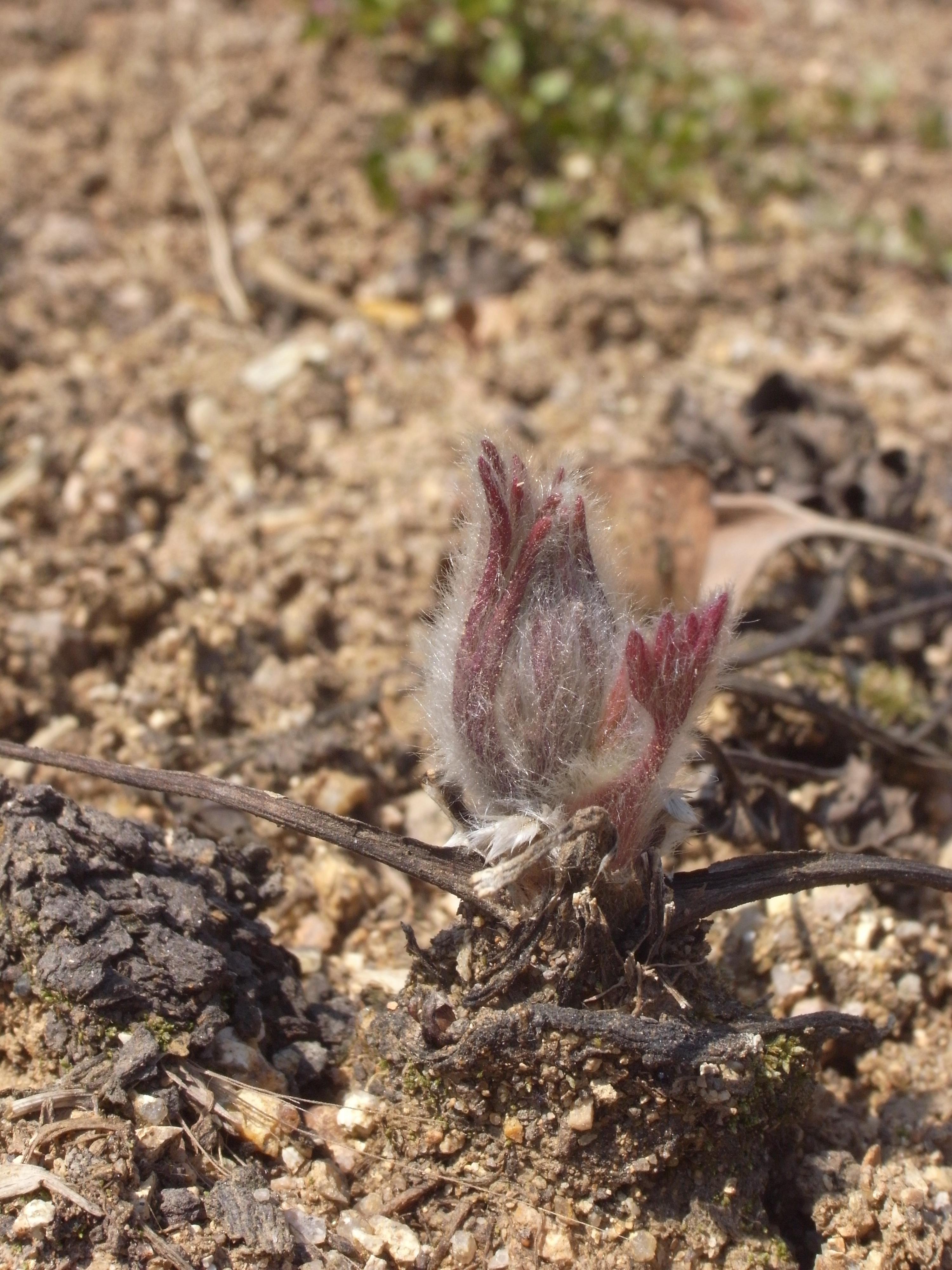
새순

## 참고 문헌
- 이 문서에는 다음커뮤니케이션(현 카카오)에서 GFDL 또는 CC-SA 라이선스로 배포한 글로벌 세계대백과사전의 내용을 기초로 작성된 글이 포함되어 있습니다.